# Klein Stadhuis
Het Klein Stadhuis is een historisch gebouw in het centrum van de Belgische stad Ieper. Het staat aan de noordkant van de Grote Markt tegen het stadhuis van Ieper. Het gebouw doet tegenwoordig dienst als bistro. Het wordt ook wel In 't Klein Stadhuis of de Conciërgerie genoemd.

## Geschiedenis
Het oorspronkelijke gebouw dateerde uit 1342 en was vroeger de woning van de conciërge van het stadhuis van Ieper en huisvestte ook de gelagkamer voor de schepenen. In het begin van de jaren 1620 werd naast dit gebouw het Nieuwerck opgetrokken, een oostelijke aanbouw van de Lakenhalle van Ieper. In 1623 werd de oude conciërgerie afgebroken en een nieuw gebouw werd opgetrokken als verlengde van het Niewerck.
Tijdens de Eerste Wereldoorlog werd Ieper verwoest. De stad werd na de oorlog weer opgebouwd en in 1924 werd ook het Klein Stadhuis wederopgebouwd. Na de Tweede Wereldoorlog werd in 1952 de geveltop hersteld.
In 1943 werd het gebouw beschermd als monument.